# Harry Hibbs
Henry Hibbs, noto come Harry Hibbs (Wilnecote, 27 maggio 1906 – Hatfield, 23 aprile 1984), è stato un allenatore di calcio e calciatore inglese, di ruolo portiere.

## Palmarès

### Giocatore

#### Competizioni nazionali
- Community Shield: 1

Professionisti: 1929